# Cornelio Salonino
Publio Licinio Cornelio Valeriano Salonino (latino: Publius Licinius Cornelius Valerianus Saloninus; 243 circa – Colonia, 260) fu cesare dell'Impero romano sotto gli imperatori Valeriano e Gallieno, rispettivamente il nonno e il padre, e poi augusto.

## Biografia
Salonino era figlio di Gallieno e Cornelia Salonina, e dalla madre prese nome. Quando il padre e il nonno assunsero la porpora, nel 253, a Salonino fu conferito il titolo di cesare.
Fu lasciato in Gallia, sotto la tutela del prefetto del pretorio Silvano, quando il padre dovette recarsi in Pannonia a confrontarsi con l'usurpatore Ingenuo.
Pare che Silvano e Salonino abbiano avuto un contrasto con il generale Postumo riguardo al bottino di una vittoria ottenuta da quest'ultimo durante un'incursione dei barbari: Postumo l'aveva distribuito ai propri uomini, mentre Silvano gli ordinò di mandarlo a Colonia Agrippina (Colonia), dove si trovava Salonino. Postumo si ribellò e attaccò Salonino a Colonia Agrippina: furono gli stessi difensori a consegnargli Silvano e Salonino, che furono messi a morte (260).
Non è chiaro quando, ma Salonino ricevette il rango di Augusto, o quando rimase da solo in Gallia, per dargli maggiore autorità, o dopo l'usurpazione di Postumo. La presenza di alcune monete coniate dopo la sua morte e recanti invece il titolo di Cesare è stata spiegata, tra l'altro, con la possibilità che la sua elevazione al titolo di Augusto fosse stata intesa come temporanea.

### Fonti primarie
- Aurelio Vittore, Epitome, 32.3
- Aurelio Vittore, De Caesaribus, 33.8
- Eutropio, Breviarium ab Urbe condita, 9.9
- Historia Augusta, Tyranni triginta, 3.2
- Zosimo, Historia nea, 1.38.2
- Zonara, Chronicon, 12.24.10-12

### Fonti secondarie
- Polfer, Michael, "Postumus", De Imperatoribus Romanis, su roman-emperors.org.
- "Saloninus", Dictionary of Greek and Roman Antiquities, edito da William Smith, 1870, vol. 3, pp. 698-699., su ancientlibrary.com. URL consultato il 3 febbraio 2007 (archiviato dall'url originale il 6 maggio 2008).
- Smith, Dictionary of Greek and Roman Biography and Mythology, 1870, Volume 3, pp. 699-700.